# Pakisjärvi
Pakisjärvi är en sjö i kommunen Övertorneå i landskapet Lappland i Finland. Sjön ligger 89,2 meter över havet. Den är 1 meter djup. Arean är 76 hektar och strandlinjen är 5,22 kilometer lång. Sjön  ingår i Torne älvs huvudavrinningsområde.   Den ligger omkring 63 kilometer väster om Rovaniemi och omkring 700 kilometer norr om Helsingfors. 